# Anorostoma maculatum
Anorostoma maculatum är en tvåvingeart som beskrevs av Darlington 1908. Anorostoma maculatum ingår i släktet Anorostoma och familjen myllflugor.
Artens utbredningsområde är Kalifornien. Inga underarter finns listade i Catalogue of Life.